# Alioutors
Cet article concerne le peuple alioutor. Pour la langue alioutore, voir Alioutor.
Les Alioutors (autre transcription : Alutors) sont un peuple du Kamtchatka.
Ils ont donné leur nom à l'un des raïons et plusieurs toponymes de la péninsule du Kamtchatka : la baie Olioutorski, la péninsule Olioutorski et le cap Olioutorski.